# Raúl Di Paolo
Raúl Oscar Antonio Di Paolo (ca. 1950) es un deportista Argentino que compitió en Atletismo Adaptado, destacado por ser uno de los medallistas Paralímpicos de su país. Raúl Di Paolo ganó una medalla de plata en Atletismo y (lanzamiento de jabalina 1B C) en los Juegos Paralímpicos de Heidelberg 1972. También participó en los Juegos Panamericanos Sobre Sillas de Ruedas, en Ciudad de México de 1975 y El Comité Organizador de éstos Juegos le Otorgarón el Diploma de "Participante". Además en el año 1969, en Buenos Aires  Disputó de los II Juegos-Pan-Americanos, consiguiendo medallas. En 1967 hizo su debut en los Juegos Nacionales A.C.I.R. Obteniendo varias Medallas de Oro. También Compitió en F.A.D.E.S.I.R. (Federación Argentina De Deporte Sobre Silla De Ruedas) Consiguiendo Medalla de Oro y Medalla de Plata.
Por sus logros deportivos fue reconocido en Argentina como Maestro del Deporte.

## Carrera deportiva

### Juegos Paralímpicos de Heidelberg 1972

#### Medalla de plata en atletismo (lanzamiento de jabalina)
| Atletismo Varones Lanzamiento de jabalina 1B C Participantes: 23 | Atletismo Varones Lanzamiento de jabalina 1B C Participantes: 23 | Atletismo Varones Lanzamiento de jabalina 1B C Participantes: 23 | Atletismo Varones Lanzamiento de jabalina 1B C Participantes: 23 | Atletismo Varones Lanzamiento de jabalina 1B C Participantes: 23 | Atletismo Varones Lanzamiento de jabalina 1B C Participantes: 23 |
|                                                                  | Atleta                                                           | País                                                             | Distancia (m.)                                                   |                                                                  |                                                                  |
| ---------------------------------------------------------------- | ---------------------------------------------------------------- | ---------------------------------------------------------------- | ---------------------------------------------------------------- | ---------------------------------------------------------------- | ---------------------------------------------------------------- |
| 1                                                                | Julius Duval                                                     | Estados Unidos                                                   | 12.04                                                            |                                                                  |                                                                  |
| 2                                                                | Raúl Oscar A. Di Paolo                                           | Argentina                                                        | 10.51                                                            |                                                                  |                                                                  |
| 3                                                                | Wolfgang Koch                                                    | Alemania (RFA)                                                   | 10.15                                                            |                                                                  |                                                                  |
| Fuente: IPC.                                                     |                                                                  |                                                                  |                                                                  |                                                                  |                                                                  |